# San Beach Comix
San Beach Comix è un festival estivo del Fumetto, Cosplay e Gioco della città di San Benedetto del Tronto (AP), il nome della manifestazione deriva dalla denominazione che gli abitanti danno a San Benedetto del Tronto, "San Beach", in assonanza con l'inglese "sun beach" ovvero spiaggia assolata. Si svolge all'aperto nel centro cittadino isola pedonale presso la Rotonda Giorgini, lungo Viale Bruno Buozzi e Viale Secondo Moretti il primo weekend di Luglio. Il Festival è un punto di riferimento nelle Marche ed è privo di biglietto d'entrata per promuovere la diffusione della cultura del fumetto, del cosplay e dell'intrattenimento ludico e videoludico al maggior numero di persone possibili1.

## Storia
Il Festival nasce nel 2017 con la creazione dell'Associazione Culturale Fumetti Indelebili2, fondata per diffondere la cultura del Fumetto, del Cosplay e del Gioco e del Videogioco attraverso l'evento di riferimento. Le prime edizioni si sono svolte a Maggio/Giugno per poi consolidarsi nel periodo estivo. La prima locandina realizzata da Marco Orazi ha come tema Zanardi di Andrea Pazienza che invita i personaggi dei fumetti a scoprire San Benedetto del Tronto con un selfie. Andrea Pazienza, noto fumettista scomparso, ha avuto i natali proprio a San Benedetto del Tronto. Nel 2020 la manifestazione entra a far parte della Rete Italiana Festival del Fumetto3 (RIFF https://www.retefumetto.it/ ) tra i primi soci iscritti, che dialoga con La Direzione Generale Creatività Contemporanea4 a sostegno del Fumetto. Nell'edizione 2022 San Beach Comix viene selezionata da Poste Italiane per l'annullo filatelico5 con due timbri realizzati appositamente per la manifestazione. Ad oggi il festival ha all'attivo otto edizioni9, l'ultima conclusa nel 2024 e diverse pubblicazioni a fumetti realizzate in esclusiva per l'evento da case editrici presenti10. 

## Edizioni e Ospiti
Dal 2017 il festival ha visto quattro edizioni fisiche e due edizioni in streaming a causa della pandemia di COVID-19, ogni edizione il festival ha fatto realizzare locandine illustrate da maestri del fumetto6 o da giovani emergenti. A Seguire gli eventi realizzati e gli ospiti che vi hanno preso parte anno in anno.
| Edizione           | Locandina                                                                                  | Ospiti | Data                     |
| ------------------ | ------------------------------------------------------------------------------------------ | --- | ------------------------ |
| 1ª edizione        | Prima Edizione San Beach Comix realizzata da Marco Orazi                                   | Rossano Piccioni, Marco Orazi, Adriano De Vincentiis, Fabrizio Pluc Di Nicola, Antonio Tauro Silvestri, Chiara Karicola, Vanessa Cardinali, Francesco Chiatante, Giuseppe Guida, Cippi & Friends, Nocoldiz, The Pruld, Luca Cicchitti, the Misfits, Carlotta Eclair Paoletti, Cinzia Mirone, Stephan Leonheart, Kido Chan Cosplay, Vincenzo Cucca, Arne Bartowsky, Guido Sciarroni. | 20 e 21 Maggio 2017      |
| 2ª edizione        | Seconda Edizione San Beach Comix realizzata da Silver7                                     | Silver6, Christian Cornia, Giorgio Salati, Pierz, Tonio Vinci, Fabrizio Pluc Di Nicola, Andrea Trivellini, Liana Recchione, Guido Salto, Roberto Di Leo, Alonso Rojas, Debora Ferretti, Pierluigi Buttafarano, Ottavia Pompei La Peonia, I Joanna, Attilio Di Vittorio, Kido Chan Cosplay, Silvia Minella, Arne Bartowsky, Edoardo Lupin Filiaggi, Guido Sciarroni. | 2 e 3 Giugno 2018        |
| 3ª edizione        | Terza Edizione San Beach Comix realizzata da Pasquale Qualano                              | Pasquale Qualano, Adriano De Vincentiis, Antonio Baldari, Elisa Pocetta, Bruno Codenotti, Claudia Flandoli, Alessandra Delfino, David Ferracci, Francesco Paciaroni, Luca Frigerio, Franco Trantalance, Mattia De Iulis, Rossano Piccioni, Marco Tarquini, Antonio Tauro Silvestri, Ulderico Fioretti, Claudia Cocci, The Rogues Ones, Francesco Massetti, Liana Recchione, Massimiliano Grotti, Roberto Di Leo, Sergio Algozzino, Valentina Pinto, Veronica Frizzo, Massimo Gianvito, USS Star Trek Truentum, The Misfits. | 18 e 19 Maggio 2019      |
| 4ª edizione online | Quarta Edizione San Beach Comix @t Home realizzata da Tobi Drawings                        | Giulia Tobi Voltolini, Gianluca Devoto, Alessandro Mazzetti, Ilaria Del Fuoco, Claudia Selvaggi, Marina Mundo, Veronica Frizzo, Simple & Madama, CrySoft, Lucio Staiano, Gianmarco Fumasoli, Daniele De Sando, Massimiliano Grotti, Francesco Barborini, Massimiliano Axl Gatti, Osea Ozz Costantini, Alessandro Ichigo Rancatore, Jenny Desu, Carmen Guasco, Deborah Tomassini, Christian Gambadori, Wyse Mermaid, Alex Celsus, Zhalia, I Tafka, Don Alemanno, Boban Pesov. Corrado Polini, Roberto Di Leo, Andrea Gagliardi, Angela Pansini Valentini, Antonio Tauro Silvestri. | 4 - 5 - 6 Dicembre 2020  |
| 5ª edizione online | Quinta Edizione San Beach Comix @t Home 2 realizzata da Yoshiko Watanabe e Veronica Frizzo | Yoshiko Watanabe, Enrico Pierpaoli, Dellimellow, I Tafka, One Pieace.it, Nicolas Gentile, Alexandro De Luca, Silvio Camboni, Emanuela Pacotto, Simple e Madama, Scuola Romana dei Fumetti, Sergio Algozzino, Fake Forge, Kuspide Lab, Poro Michele, Frekt, Fabrizio Mancini, Francesco Prezioso, Mario Petillo, Francesco Toniolo, Double Blu Gamers, Regolart, Angelica's Bear, Xara, Calaena, Mochichuu. | Dal 7 all'11 Luglio 2021 |
| 6ª edizione        | Sesta Edizione San Beach Comix 2022 realizzata da Maicol & Mirco                           | Maicol & Mirco, Taryn Cosplay, Giada Romano, Federica Vinci Photography, Chiara Karicola, Ichigo Cosplay Wigs, Fabrizio Pluc Di Nicola, Francesca Fiore di Luna Buttarazzi, Antonio Tauro Silvestri, Kido Chan Cosplay, Veronica Frizzo, Kicka Cosplay, Massimiliano Grotti, Calaena Cosplay, Boban Pesov, Miizuren, Ludovica Sc4rys Liera, USS Truentum Star Trek, Oto Mayumi, The Rogue Ones, Gianluca Bellezze, Vincenzo Turturro, Alessandro Scafà Aereofantasy, Dask ASD, Tonio Vinci, Roberto Di Leo, Marina Mundo, Don Alemanno, Emanuele Ercolani, Vinci Cardona, Salvatore Callerami, Sissi Procura, Laura Martellini, Giulia Tobi Voltolini, Yuna la sirena, I Tafka, Ernico Matè, Barbara D'Alessandro, Elena Ominetti, Paride Pistonesi, Yue Marta, Pilvus Art, Diego Martini, Gniffe Comics, Arven, Storie di Druidi di Maghi e non morti, Elisa Tortoli.                  | 2 e 3 Luglio 2022        |
| 7ª edizione        | Settima Edizione San Beach Comix 2023 realizzata da Elisa Pocetta                          | Leonardo Graziano, Stefano Bersola, Mattia De Iulis, Gianluca Falletta, Elisa Pocetta, Antonio Baldari, Antonio Silvestri, Martina Masaya, Giada Romano, Cristina Calvagno, Paola Montrone (Ranyuki), Marisa Salatino, Arianna Parissi, Simone Bocci, Fiore Di Luna, Jenny Desu, Giorgia Cingolani, Kira, Yue Marta, Chiara Mendicino, Mikerocosmo, Ariadne Sosh, PuckyDraws, Lixsotan, Pilvius, Kiridemo, Pandography, Gurren Ledit, Zhalia, Arne Bartowsky, Kido chan, Runa Requiem, Jannetincosplay, Federica Vinci, Yuna la Sirena, Stephan Leonheart, Oto Mayumi, Dask, Gabriele Schiavoni, Salvatore Callerami, Tonio Vinci, Wallo e Friends, Roberto J Burgos, Gian Marco Marconi, Lasertagclub.it, Hisoka EdWrynn, Cosplay Tales. | 1 e 2 Luglio 2023        |
| 8ª edizione        | Ottava Edizione San Beach Comix 2024 realizzata da Carmine Di Giandomenico                 | Leonardo Graziano, Gabriele Lopez, Carmine Di Giandomenico, Likeassasin (Christina Volkova), Chiara Santaterra, Fabrizio "Pluc" Di Nicola, Dav (Star Shock), Dario (Star Shock), Miikhy Deafening, Giulia Zucca (Nekucciola), Princess Remixed, Oto Mayumi, Ellie Amber, Michela Cacciatore, Bigio, Ilaria Del Fuoco, Antonio Tauro Silvestri, Francesca Buttarazzi (Fiore di Luna), Gianluca Falletta, Tonio Vinci, Velluvis, Taxomei, Stephan Leonart, Kidochan Cosplay, Itspinkmilk, Min lily yoomi, Spazio Ludico, 8bit Inside, KST - Kpop Show Time, Laser Tag Vr Club, Giorgia Cingolani, Alessandro Kirkland, Guakam Ale (Alessandro Guidotti), Arianna Mandozzi (Ariadne Shosh Art), Blanca Stipa (Moonvio), Marta Manfredi (Yue_m.art.a), Lucrezia Di Mattia (The PumpkinQuiin), Paola Chiarini (Niiniel), Luca Guidotti, Sofia Berghi (Sid Spitt), Sofia Ruggeri (Beautyart). | 6 e 7 Luglio 2024        |
| 9° edizione        |                                                                                            | | 5 e 6 Luglio 2025        |

## Mascotte
La mascotte del San Beach Comix è il Gabbiano "Cuky" realizzato nel 2017 da Cippi & Friends, il nome Cuky deriva dal dialetto sambenedettese Cucàle8 che significa Gabbiano di derivazione molto antica: il nome kokalos compare già nelle tavolette micenee del 'Palazzo di Nestore' a Pylos, di recente decifrate.